# دنيس هوغ
دنيس هوغ (بالدنماركية: Dennis Høegh)‏ هو لاعب كرة قدم دنماركي في مركز الوسط، ولد في 21 فبراير 1989 في Ryomgård ‏ في الدنمارك. شارك مع منتخب الدنمارك تحت 17 سنة لكرة القدم ومنتخب الدنمارك تحت 19 سنة لكرة القدم ومنتخب الدنمارك تحت 21 سنة لكرة القدم. أما مع النوادي، فقد لعب مع آرهوس جمناستيك فورينينغ ونادي فيبورج.

## وصلات خارجية
- دنيس هوغ على موقع قاعدة بيانات كرة القدم.إي يو (الإنجليزية)
- دنيس هوغ على موقع Soccerway.com (الإنجليزية)